# آنتونوف ای‌ان-۷۱
آنتونوف ای‌ان-۷۱ (به انگلیسی: Antonov An-71) یک هواپیمای ساختِ کارخانهٔ آنتونوف در کشور اتحاد جماهیر سوسیالیستی شوروی است. این هواپیما در ۱۲ ژوئیه ۱۹۸۵ میلادی نخستین پرواز خود را انجام داد.